# Miquel Colom Mateu
Miquel Colom i Mateu (Baix des Puig, Bunyola, Mallorca, 1900 - Palma, Mallorca, 30 de juny de 1999) fou un poeta i lul·lista mallorquí.
Pertanyia al Tercer Orde Regular de Sant Francesc des del 1918, i fou ordenat de sacerdot el 1925. Del 1922 al 1925 col·laborà amb Antoni Maria Alcover i Francesc de Borja Moll en la preparació del Diccionari català-valencià-balear, però ho deixà per a dedicar-se a l'ensenyament.
Especialitzat en la llengua de Ramon Llull ha obtingut el Premi Faraudo de Saint Germain de l'Institut d'Estudis Catalans el 1985 i premi Francesc de Borja Moll de l'Obra Cultural Balear el 1993. Fou membre honorari de la Maioricensis Schola Lullistica el 1990. A l'ocasió del seu doctorat honoris causa el 1997, va plantejar un Pinus halepensis als jardins de la Universitat de les Illes Balears (UIB). Al seu in memoriam, Albert Hauf de l'IEC conclou: «només cal desitjar que els seus germans d'hàbit […] mai no abandonin el seu generós llegat espiritual en defensa de la llengua i de la cultura del poble mallorquí»

## Reconeixement
- 1985: premi Francesc de Borja Moll
- 1985: Premi Faraudo de Saint Germain de l'Institut d'Estudis Catalans[1]
- 1989: Fill il·lustre de Bunyola[5]
- 1997: Doctor honoris causa per la UIB el 1997.
- El Carrer Pare Miquel Colom li està dedicat a Inca[6]

## Obres

### Poesia
- Col·loqui breu (1931), poema presentat als Jocs Florals de Barcelona
- El pou (1931), poema presentat als Jocs Florals de Barcelona
- Veu de l'edat (1975)
- A Lia (1975), en castellà
- A posta de sol (1980)
- Poemes de senectut (1982)
- Talaiots: Trenta-sis sonets (1982)
- Requestalles (1983)
- Darrers batecs (1985)[7]
- Encara no (1986)
- Quan ell voldrà (1987)
- Les rebutjades (1987)
- Bunyolí (1991)
- Darrera voluntat (1990)

### Estudis
- Onomàstica lul·liana (1977)
- Glossari general lul·lià (1982-85)
- Qüestions lul·lianes (1998)